# Ana Lelas
Ana Lelas (2 de abril de 1983) é uma basquetebolista profissional croata.

## Carreira
Ana Lelas integrou a Seleção Croata de Basquetebol Feminino, em Londres 2012, que terminou na décima colocação.